# Campeonato Africano de Marcha Atlética
O Campeonato Africano de Marcha Atlética (em inglês: African Race Walking Championships), é uma competiçãode marcha atlética organizada pela Confederação Africana de Atletismo (CAA). Foi criada em 1999 contando com corridas sênior masculino (20 km) e sênior feminino (10 km), a partir de 2005 passou a 20 km a prova feminino. A edição de 2005 foi realizado em conjunto com o  Campeonato Africano de Eventos Combinados. A edição de 2009 também contou com eventos juniores (10 km masculino e feminino). O evento masculino de 2013 fez parte do IAAF Race Walking Challenge. Não foi realizafda corrida femiunina na edição de 2013.

## Edições
| Edição | Ano  | Cidade    | País            | Datas          |
| ------ | ---- | --------- | --------------- | -------------- |
| I      | 1999 | Boumerdès | Argélia         |                |
| II     | 2005 | Tunis     | Tunísia         | 21-22 de maio  |
| III    | 2009 | Radès     | Tunísia         | 19 de abril    |
| IV     | 2013 | Belle Vue | Ilhas Maurícias | 19 de abril    |
| V      | 2015 | Moka      | Ilhas Maurícias | 11–12 de abril |

## Resultados
Esses foram os resultados da competição , Confederação Africana de Atletismo, IAAF.

## Resultado masculino

### 20 km
| Ano  | Ouro                  | Ouro      | Prata                 | Prata     | Bronze                | Bronze    |
| ---- | --------------------- | --------- | --------------------- | --------- | --------------------- | --------- |
| 1999 | Hatem Ghoula (TUN)    | 1:28:12   | Moussa Aouanouk (ALG) | 1:31:44   | Merzak Abbès (ALG)    | 1:32:42   |
| 2005 | Hatem Ghoula (TUN)    | 1:29:28   | Moussa Aouanouk (ALG) | 1:30:01   | Hassanine Sebei (TUN) | 1:32:31   |
| 2009 | Hassanine Sebei (TUN) | 1:24:15.5 | Hichem Medjeber (ALG) | 1:24:50.3 | Ali Amrouch (ALG)     | 1:25:02.6 |
| 2013 | Lebogang Shange (RSA) | 1:28:31   | Hassanine Sebei (TUN) | 1:28:40   | Hichem Medjeber (ALG) | 1:32:26   |

### 10 km júnior
| Ano  | Ouro                        | Ouro    | Prata               | Prata   | Bronze                  | Bronze  |
| ---- | --------------------------- | ------- | ------------------- | ------- | ----------------------- | ------- |
| 2009 | Mohamed Fetah Meddour (ALG) | 45:37.6 | Hedi Bougatfa (TUN) | 45:57.1 | Houcem Abdellaoui (ALG) | 46:01.3 |

## Resultado feminino

### 10 km
| Ano  | Ouro                | Ouro  | Prata                | Prata | Bronze             | Bronze |
| ---- | ------------------- | ----- | -------------------- | ----- | ------------------ | ------ |
| 1999 | Bahia Boussad (ALG) | 51:36 | Dounia Mimouni (ALG) | 52:32 | Wafa Mouelhi (TUN) | 52:40  |

### 20 km
| Ano  | Ouro                  | Ouro      | Prata                | Prata     | Bronze                           | Bronze    |
| ---- | --------------------- | --------- | -------------------- | --------- | -------------------------------- | --------- |
| 2005 | Bahia Boussad (ALG)   | 1:47:01   | Rahma Mahmoudi (TUN) | 1:48:11   | Nicolene Cronje (RSA)            | 1:49:54   |
| 2009 | Chaima Trabelsi (TUN) | 1:37:43.4 | Olfa Lafi (TUN)      | 1:37:58.2 | Aynalem Bekashign Meshesha (ETH) | 1:42:28.1 |

### 10 km júnior
| Ano  | Ouro             | Ouro    | Prata                 | Prata   | Bronze                                    | Bronze  |
| ---- | ---------------- | ------- | --------------------- | ------- | ----------------------------------------- | ------- |
| 2009 | Olfa Hamdi (TUN) | 50:19.8 | Sabrine Sellimi (TUN) | 52:19.9 | Jihad Adel Mohamed El Sayed Meshref (EGY) | 55:05.0 |